# 兵庫県道・京都府道63号山東大江線
兵庫県道・京都府道63号山東大江線（ひょうごけんどう・きょうとふどう63ごう さんとうおおえせん）は、兵庫県朝来市から京都府福知山市を結ぶ主要地方道（兵庫県道・京都府道）である。

## 概要
国道9号（朝来市旧山東町）から福知山市上夜久野を通って豊岡市旧但東町（国道426号）、福知山市雲原（国道176号（イナロク））を経由して福知山市大江町に至る。
全線山道であり、福知山市雲原（国道176号）から終点部分は普通車でも離合困難な狭路になっており、同区間は大型車の通行は困難である。

### 路線データ
- 起点：兵庫県朝来市山東町野間（国道9号交点）
- 終点：京都府福知山市大江町天田内（京都府道9号綾部大江宮津線交点）

## 歴史
- 1982年（昭和57年）
  - 4月1日 - 建設省が主要地方道山東大江線を指定。
  - 12月1日 - 兵庫県が主要地方道30号山東大江線を認定。
- 1983年（昭和58年）2月1日 - 京都府が主要地方道63号山東大江線を認定。
- 1993年（平成5年）
  - 5月11日 - 建設省から、主要府県道山東大江線が山東大江線として主要地方道に指定される[1]。
  - 12月20日 - 兵庫県が整理番号を63号に変更。同日、県道30号は主要地方道に新規認定された新神戸停車場線へ転用。

## 路線状況

### 重複区間
- 京都府道531号上夜久野停車場線（京都府福知山市夜久野町平野 地内）
- 兵庫県道・京都府道56号但東夜久野線（京都府福知山市夜久野町平野 地内）
- 国道426号（兵庫県豊岡市但東町久畑 - 兵庫県豊岡市但東町大河内）
- 国道176号（京都府福知山市雲原 地内）

## 地理

### 通過する自治体
- 兵庫県朝来市
- 京都府福知山市
- 兵庫県豊岡市
- 京都府福知山市

### 交差する道路
| 交差する道路                                    | 都道府県名 | 市町村名 | 交差する場所     | 交差する場所        |
| ----------------------------------------------- | ---------- | -------- | ---------------- | ------------------- |
| 国道9号                                         | 兵庫県     | 朝来市   | 山東町野間       | 野間交差点 / 起点   |
| 兵庫県道273号金浦和田山線                       | 兵庫県     | 朝来市   | 山東町金浦       |                     |
| 京都府道531号上夜久野停車場線 重複区間起点      | 京都府     | 福知山市 | 夜久野町平野     | 上夜久野踏切交差点  |
| 京都府道531号上夜久野停車場線 重複区間終点      | 京都府     | 福知山市 | 夜久野町平野     | 上夜久野駅前交差点  |
| 兵庫県道・京都府道56号但東夜久野線 重複区間起点 | 京都府     | 福知山市 | 夜久野町平野     | 水上（）交差点      |
| 兵庫県道・京都府道56号但東夜久野線 重複区間終点 | 京都府     | 福知山市 | 夜久野町平野     | 平野交差点          |
| 兵庫県道・京都府道707号小坂青垣線               | 兵庫県     | 豊岡市   | 但東町小坂（）   |                     |
| 国道426号 重複区間起点                          | 兵庫県     | 豊岡市   | 但東町久畑（）   |                     |
| 国道426号 重複区間終点                          | 兵庫県     | 豊岡市   | 但東町大河内（） | 但東町薬王寺交差点  |
| 兵庫県道251号赤花薬王寺線                       | 兵庫県     | 豊岡市   | 但東町薬王寺     |                     |
| 京都府道530号桑村雲原線                         | 京都府     | 福知山市 | 雲原             | 先山交差点          |
| 国道176号 重複区間起点                          | 京都府     | 福知山市 | 雲原             | 市場交差点          |
| 国道176号 重複区間終点                          | 京都府     | 福知山市 | 雲原             | 南島（）交差点      |
| 京都府道9号綾部大江宮津線                       | 京都府     | 福知山市 | 大江町天田内（） | 天田内交差点 / 終点 |

### 沿線にある施設など
- 福知山市立公誠小学校
- 福知山市立北陵中学校
- 雲原郵便局
- 楽音寺
- 久畑郵便局
- 小坂峠
- 本光寺
- 専福寺
- JR山陰本線 上夜久野駅

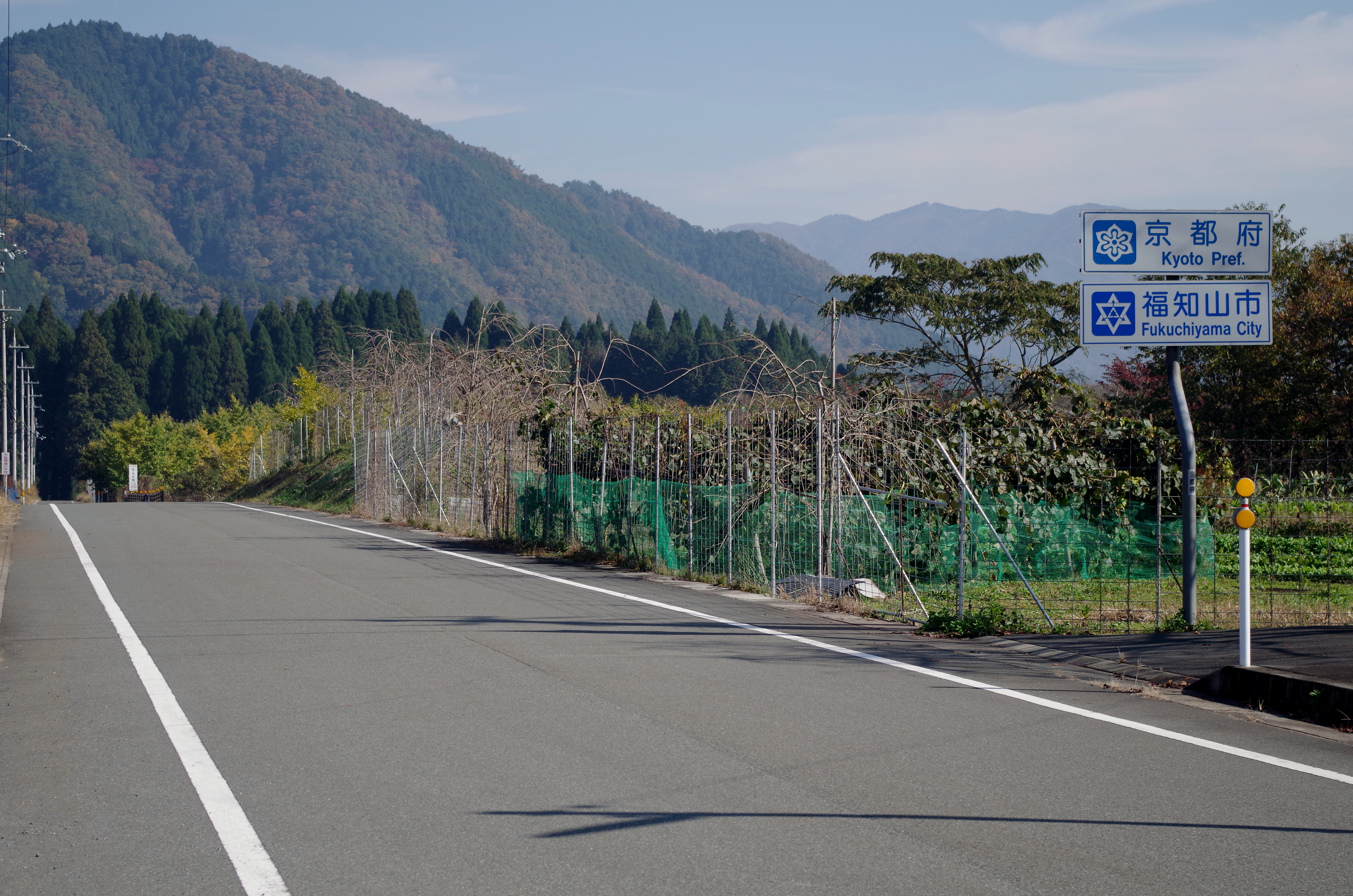
兵庫県道273号交差付近の兵庫県-京都府 府県境
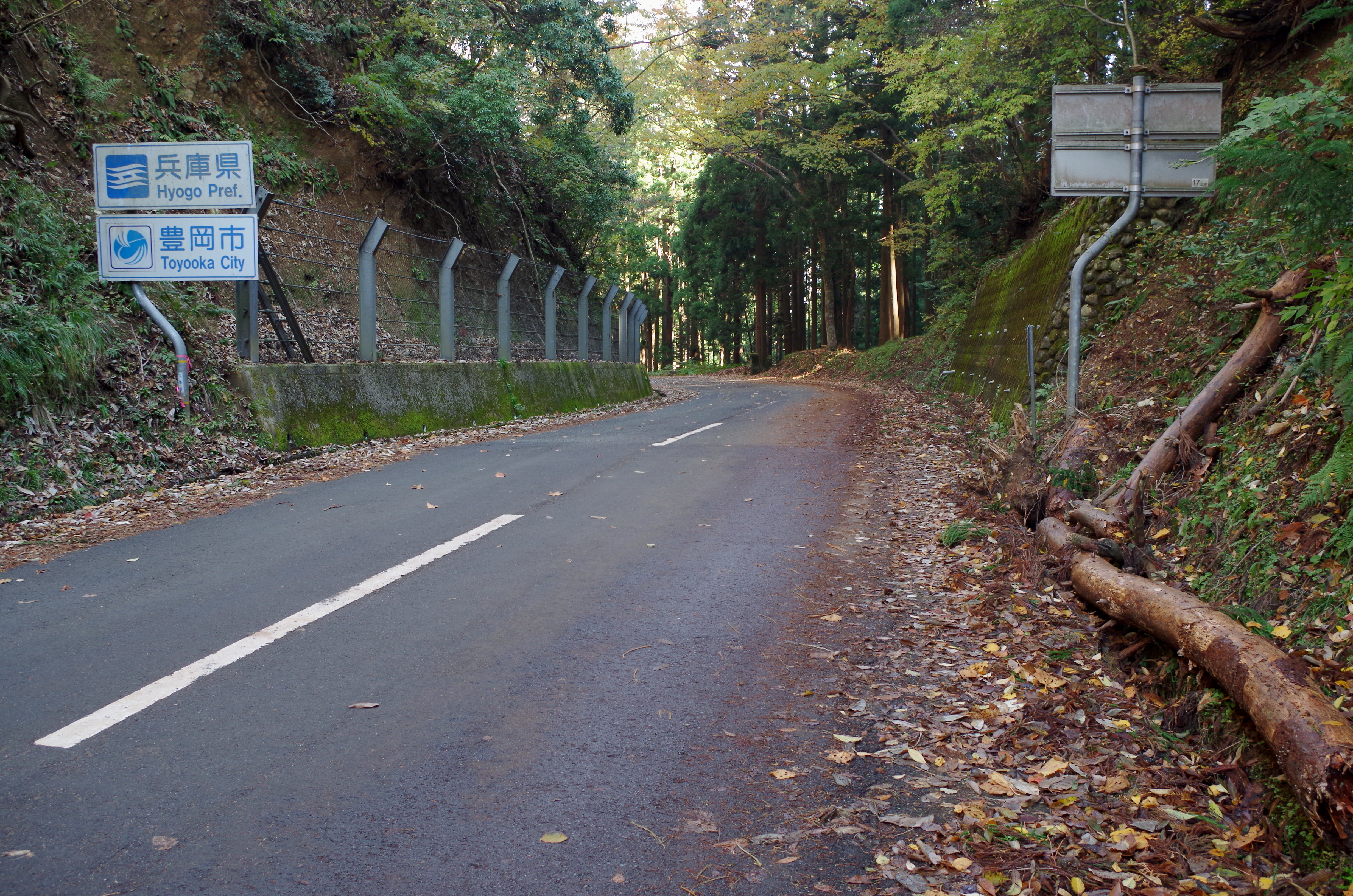
小坂峠　京都府-兵庫県　府県境
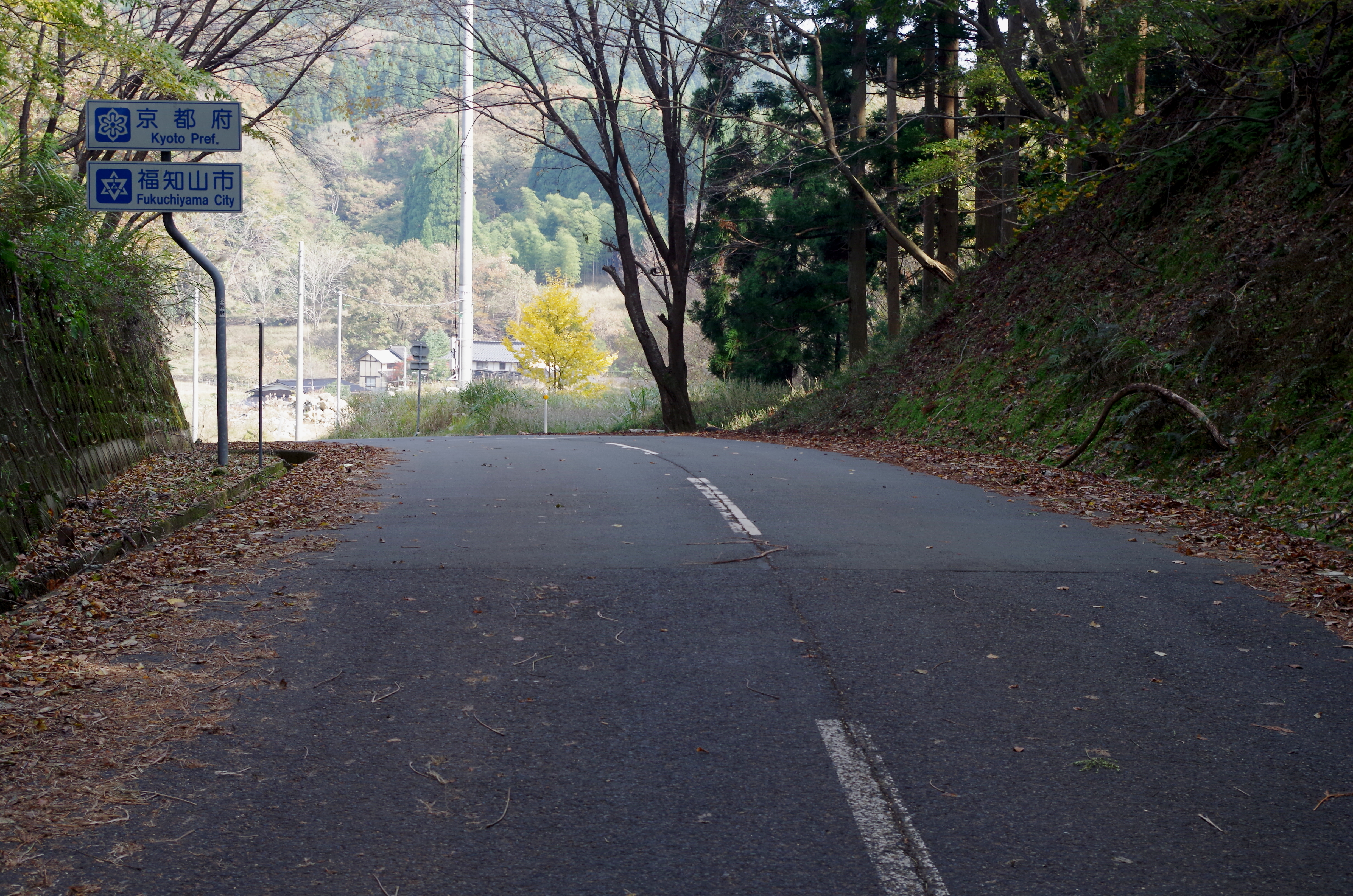
神懸峠（かみかけとうげ）兵庫県-京都府　府県境
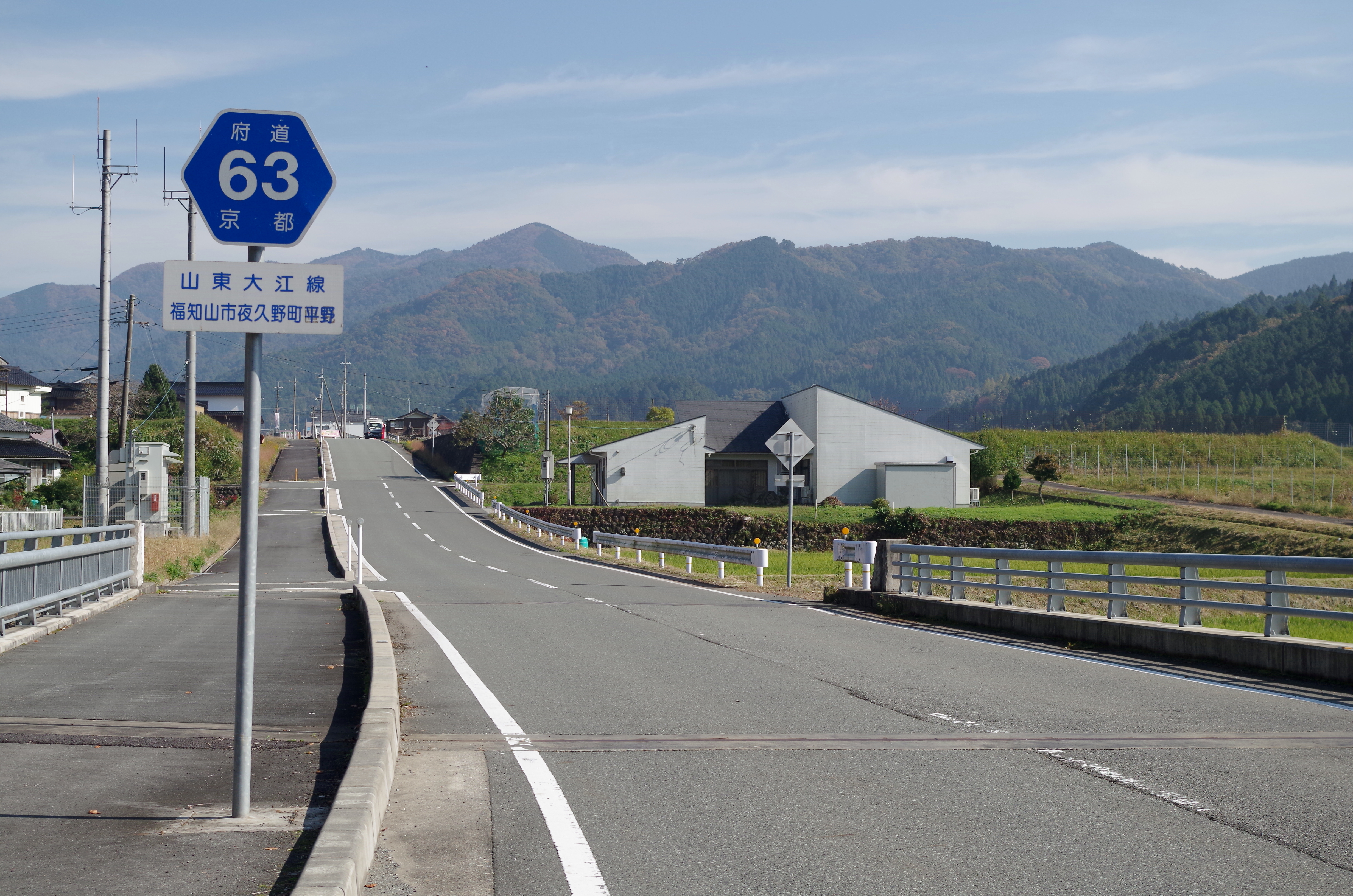
京都府道表示板
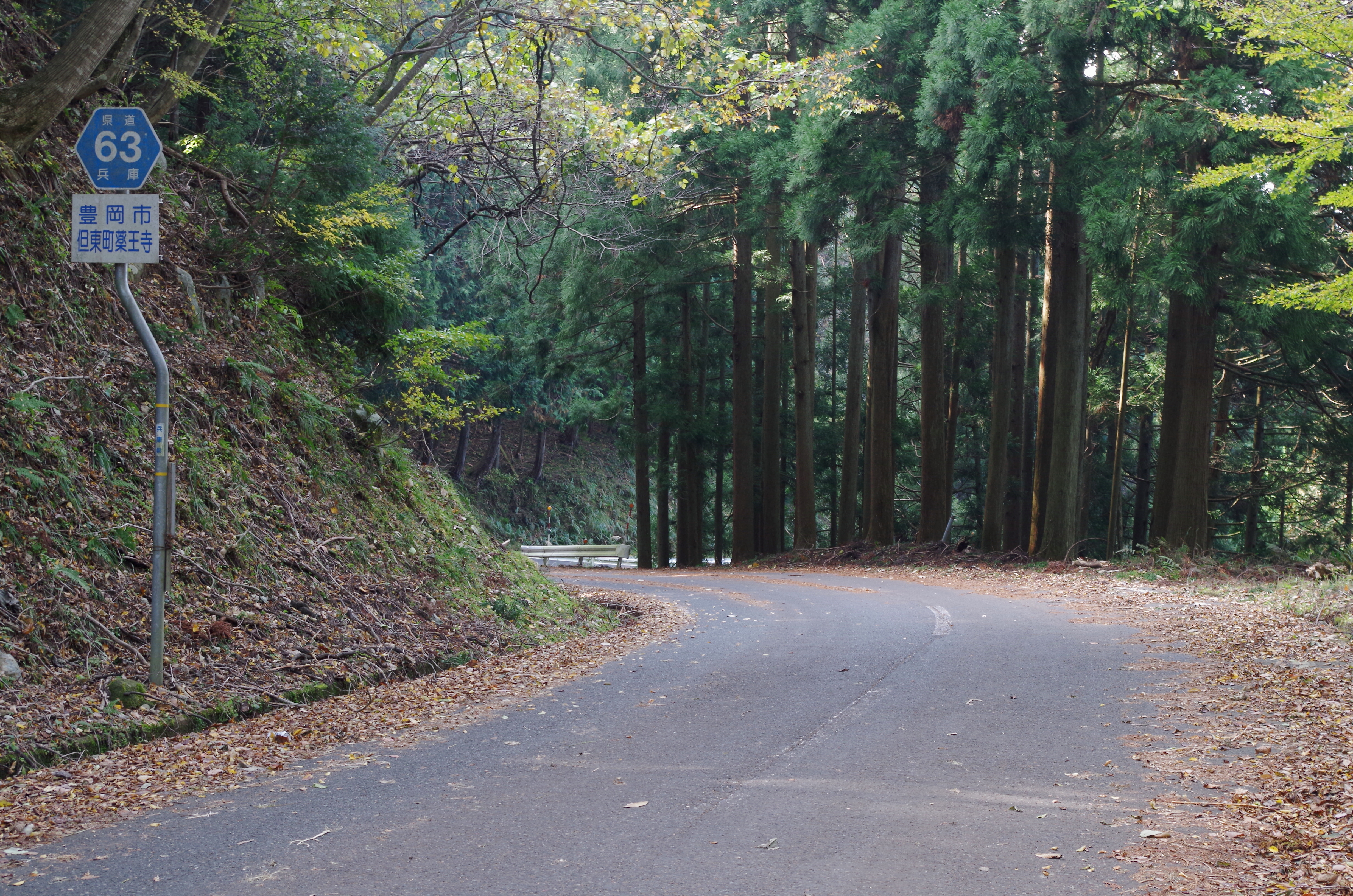
兵庫県道表示板